# Дерево (топология компьютерной сети)
Дерево — топология компьютерной сети, в которой каждый узел более высокого уровня связан с узлами более низкого уровня звездообразной связью, образуя комбинацию звезд.
Название дерево пришло из теории графов. Первый узел дерева принято называть корнем, следующие узлы высокого уровня — родительскими, а узлы более низкого уровня — дочерними. Таким образом каждый дочерний узел, который имеет связь с более низкими узлами, является для этих узлов родительским.
По количеству дочерних узлов деревья делятся на двоичные (бинарные) и N-арные деревья. Топология двоичного дерева подразумевает, что у каждого родительского узла может быть не более двух дочерних узлов.
Также деревья могут быть как активными, так и пассивными. В активных деревьях в качестве узлов используют компьютеры, в пассивных — коммутаторы.
Таким образом эта топология объединяет в себе свойства двух других топологий: шина и звезда.
К достоинствам данной топологии можно отнести то, что сеть с данной топологией легко увеличить и легко её контролировать (поиск обрывов и неисправностей). Недостатками является то, что при выходе из строя родительского узла, выйдут из строя и все его дочерние узлы (выход из строя корня — выход из строя всей сети), и также ограничена пропускная способность (доступ к сети может быть затруднён). Последний недостаток, связанный с пропускной способностью, устраняется топологией «толстого» дерева.